# Dreifaltigkeitskirche (Trofaiach)

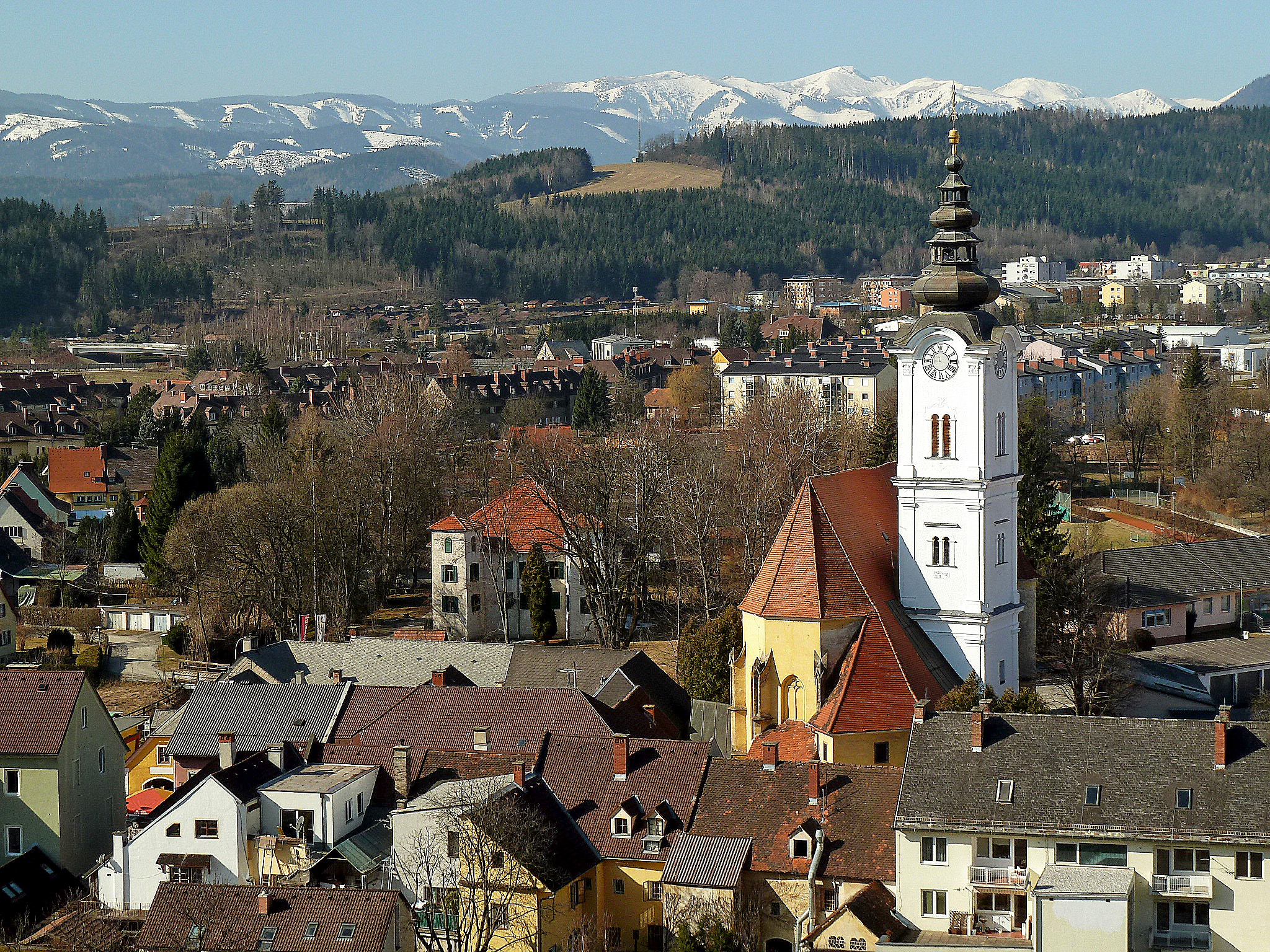
Dreifaltigkeitskirche und Schloss Stibichhofen (im Hintergrund die Seckauer Alpen) 2012

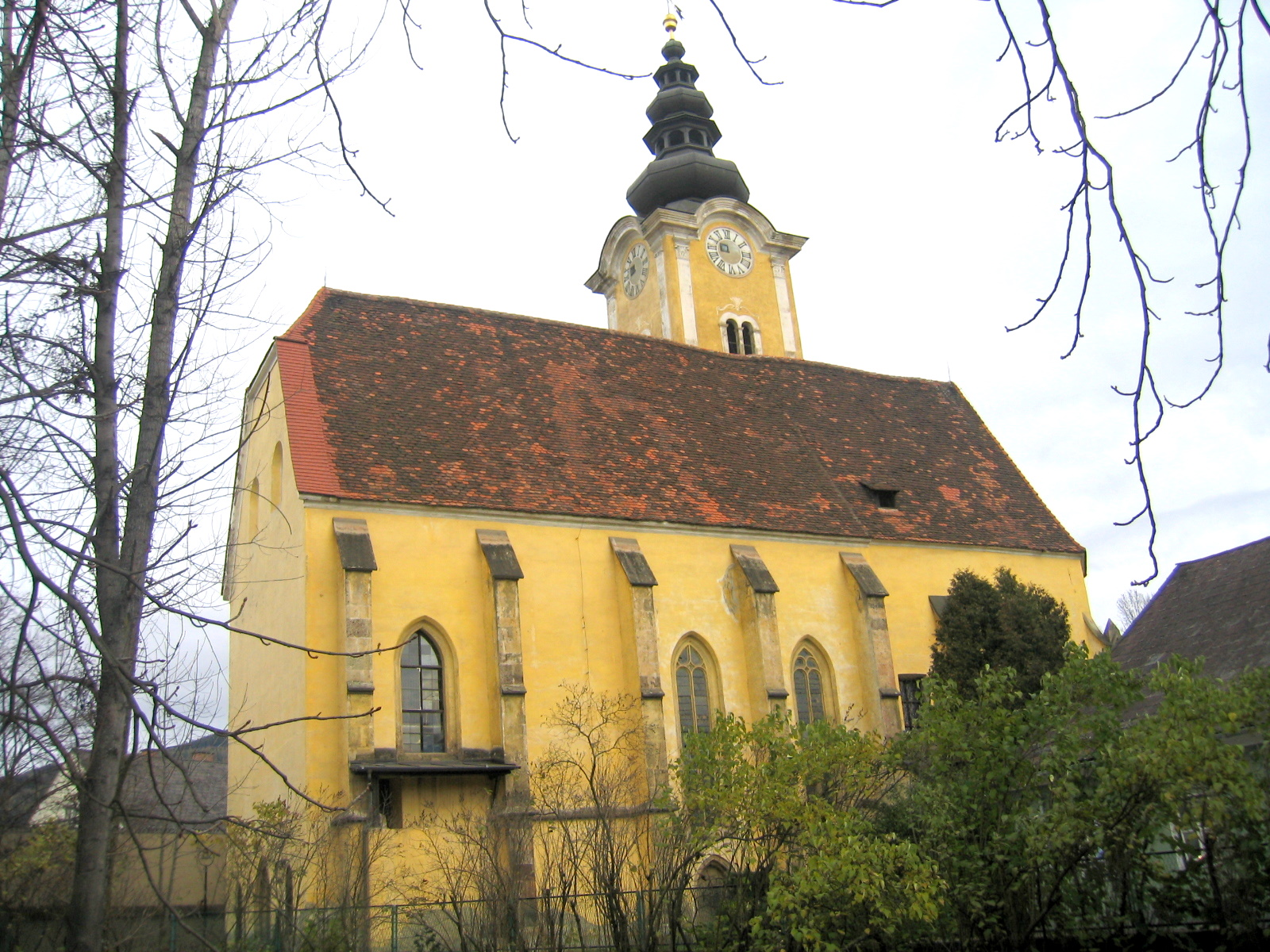
Dreifaltigkeitskirche Trofaiach

Die Filialkirche hl. Dreifaltigkeit ist eine römisch-katholische Kirche in Trofaiach in der Steiermark.

## Geschichte
Als Salvatorkirche urkundlich im Jahre 1195 genannt, wird die Änderung auf Dreifaltigkeitskirche für die 1. Hälfte des 16. Jahrhunderts angenommen. Die Kirche war bis 1448 im Besitz des Frauenstiftes Traunkirchen. Der heutige Bau ist spätgotisch aus dem 1. Viertel des 16. Jahrhunderts, der Turm ist barock. Im Jahr 2008 ging die Kirche durch Schenkung in den Besitz der Baukulturstiftung (Verein zur Erforschung und Erhaltung der Österreichischen Baukultur) über.
In Trofaiach bestanden schon seit dem Mittelalter stets zwei Kirchen. Neben der Dreifaltigkeitskirche gibt es die 350 Meter nördlich gelegene Pfarrkirche Trofaiach zum heiligen Rupert.

## Kirchengebäude
Das vierjochige Langhaus hat ein Netzrippengewölbe auf Runddiensten auf Wandvorlagen. Der spitzbogige profilierte Fronbogen trägt die Jahreszahl 1513. Der zweijochige Chor mit 5/8-Schluss ist mit Schlingrippennetzgewölbe auf Runddiensten teils auf Konsolen überwölbt und im Süden leicht eingezogen. Selten, weil zweigeschoßig, die Westempore, laut Jahreszahl aus 1753, die obere Empore zurückgesetzt, mit vor- und rückschwingender Brüstung mit Bandlwerk- und Gitterwerkstuck. Ein rundes spätgotisches Treppentürmchen im Norden erschließt die Emporen. Außen am Langhaus und am Chor sind abgetreppte Strebepfeiler, die Langhaussüdwand mit Maßwerkfenstern. Das West- und Südportal sind spitzbogig, das Südportal zeigt die Jahreszahl 1497. Der viergeschoßige Turm am nördlichen Chor ist am Portal mit 1701 datiert. Das kreuzgratgewölbte Turmerdgeschoß wird mit gotisch angenommen und hat einen Eingang zum Chor und zur Sakristei, beide mit Schmiedeeisengitter. Die drei oberen Turmgeschoße sind in der Mitte des 18. Jahrhunderts entstanden und tragen einen reichen Helm mit zwei Zwiebeln und zwei Laternen. Die neue nördliche Sakristei aus dem 18. Jahrhundert ist kreuzgratgewölbt. Die alte und kleine Sakristei am Chorschluss hat einen Deckenstuck mit Perlstab und Puttenköpfen aus dem 17. Jahrhundert. Südlich des Chores wurde 1713 eine tonnengewölbte Loretokapelle angebaut.

## Ausstattung

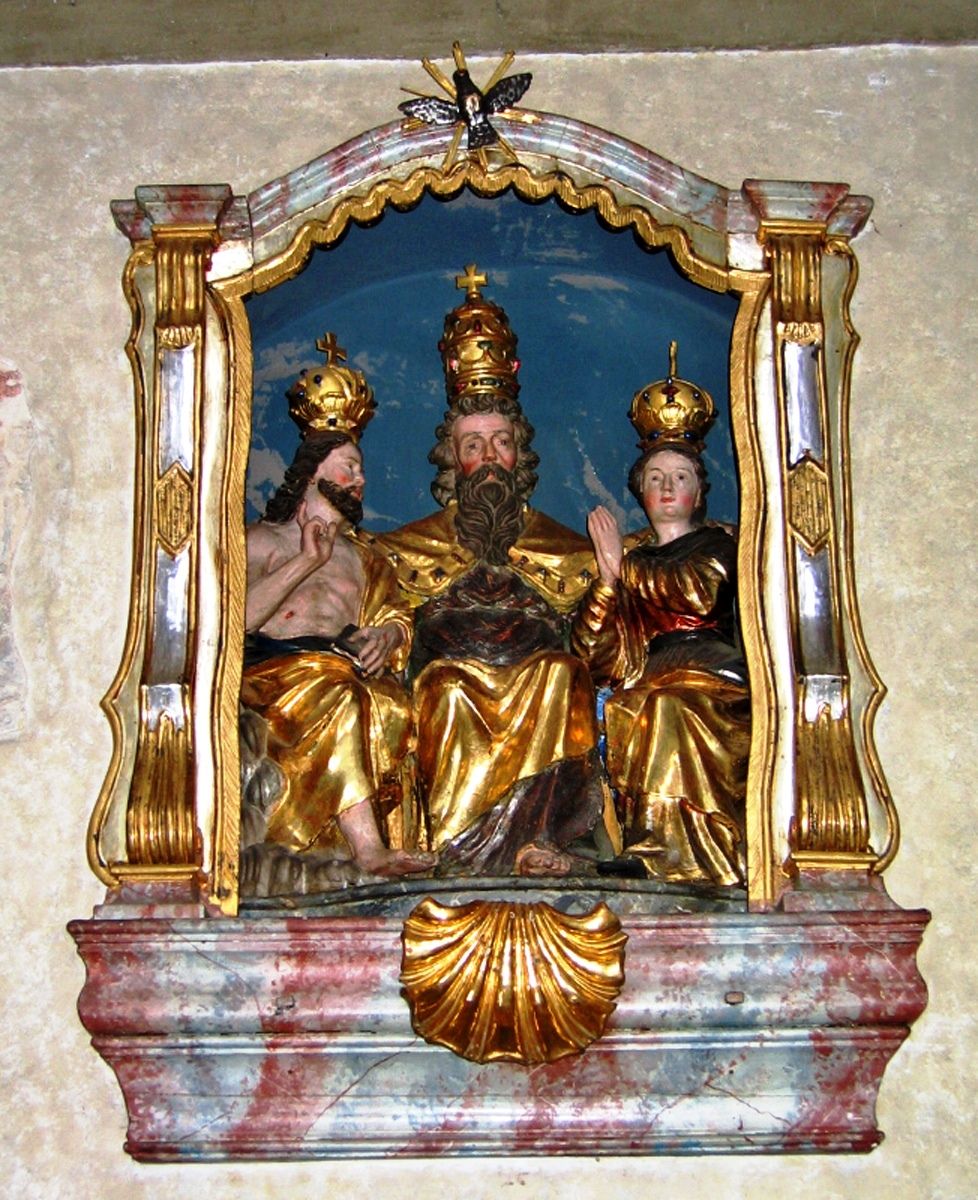
Barocke Dreifaltigkeitsgruppe Trofaiach in der Dreifaltigkeitskirche Trofaiach

Die Kirche beinhaltet eine reiche Ausstattung im frühen Rokokostil. Der Säulenhochaltar mit Umgangsportalen aus 1752 und die Seitenaltäre wie auch die Kanzel werden dem Bildhauer Matthäus Krenauer zugeschrieben und wurden im Jahre 1811 (Chronogramm der Neuaufstellung beim Hochaltar ist 1816) aus der ehemaligen Dominikanerkirche des ehemaligen Dominikanerklosters in Leoben hierher übertragen.
Das Gnadenbild mit der plastischen Gruppe Gottvater, Christus, Maria, Hl. Geist ist die barocke Kopie einer gotischen Statue.
Diese gotische Statue, die um 1420 im Umkreis des Hans von Judenburg, Judenburger Werkstatt, entstanden ist, befindet sich seit 1965 im Besitz des Metropolitan Museum in New York City, wo es unter der Bezeichnung „Coronation of the Virgin“ unter Referenznummer 65212 ausgestellt wird.

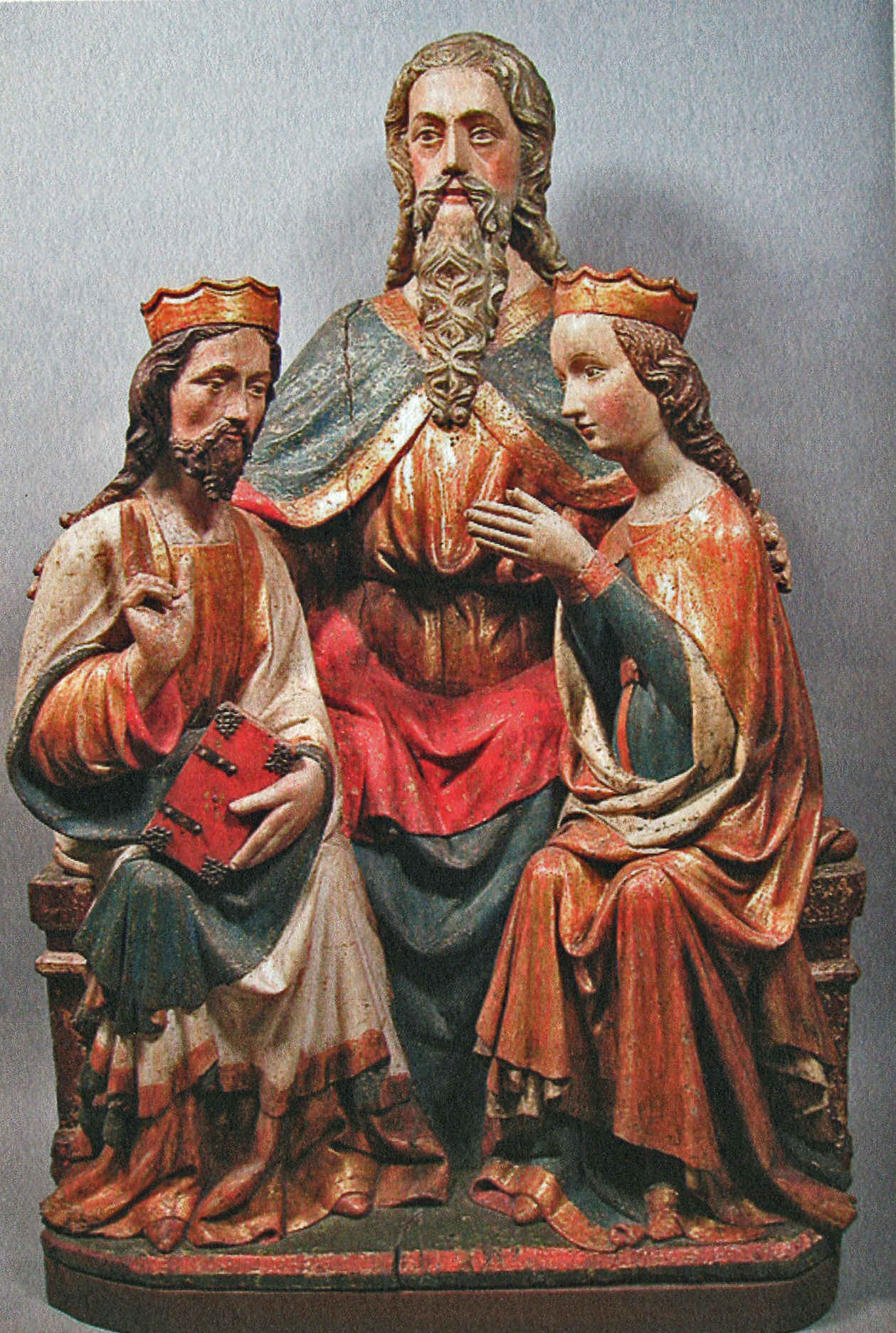
Gotische Statue der Krönung Mariens im Metropolitan Museum New York

Das Aufsatzbild hl. Florian von Johann Baptist Scheit(h) ist aus 1752.
Die Orgel aus 1595 ist von Hanns Krihnchuber, umgebaut von Matthias Krainz im Jahre 1829.